# Exacum
- Commons
- Wikispecies

Exacum L. é um género botânico pertencente à família Gentianaceae.

## Sinonímia
- Cotylanthera Blume

## Principais espécies
- Exacum affine
- Exacum alatum
- Exacum albens
- Exacum amplexicaule
- Exacum amplexifolium
- Exacum anamallayanum
- Exacum bicolor
- Exacum caeruleum
- Exacum socotranum
- Lista completa

## Classificação do gênero
| Sistema | Classificação                      | Referência               |
| ------- | ---------------------------------- | ------------------------ |
| Linné   | Classe Tetrandria, ordem Monogynia | Species plantarum (1753) |